# Hey! Say! JUMP
Hey! Say! JUMP je devítičlenná (dříve desetičlenná) japonská chlapecká skupina (idolová skupina) z agentury Johnny & Associates. Název Hey! Say! je faktem, že všichni členové se narodili v Heisei periodě (平成時代) a JUMP je akronymem pro Johnny's Ultra Music Power. Stejně jako Hikaru Gendži a V6 je tato skupina rozdělena do dvou podskupin: Hey! Say! BEST (Boys Excellent Selection Team) a Hey! Say! 7, která se skládá z pěti nejstarších členů a čtyř nejmladších členů.

## Historie

### Začátek 2007: Dočasná skupina Hey! Say! 7
Během jarního koncertu KAT-TUN 3. dubna 2007, tehdejší Johnny's juniorové Júja Takaki (高木 雄也), Daiki Arioka (有岡 大貴), Rjósuke Jamada (山田 涼介), Júto Nakadžima (中島 裕翔) a Júri Činen (知念 侑李) se stali členy nové skupiny Hey! Say! 7. Ze začátku byla dočasnost skupiny nejasná, jelikož to znepokojovalo dost fanoušků skupiny J. J. Express, pročež se skupina rozdělila – Júja Takaki, Daiki Arioka a Júto Nakadžima jsou v Hey! Say! 7, zatímco Rjósuke Jamada a Júri Činen jsou v J. J. Express.
Dne 6. června 2007, Johnny & Associates oznámila, že Hey! Say! 7 budou vydávat dne 1. srpna 2007 Hey! Say! jako jejich singl. Zatímco A-Side písnička Hey! Say! byla použita jako opening pro anime Lovely Complex, B-Side písnička Bon Bon byla použita jako ending pro to samé anime. Prodalo se 120 520 kopií v prvním týdnu, čímž pádem se Hey! Say! 7 stala nejmladší chlapeckou skupinou, která topovala v hitparádě Oricon.

### Pozdní 2007: Debut Hey! Say! JUMP
Dne 24. září 2007, Johnny & Associates oznámila vytvoření Hey! Say! JUMP, největší debutovaná skupina v agentuře v historii. K pěti členům Hey! Say! 7 byli přidáni tehdejší juniorové Kóta Jabu (薮 宏太), Kei Ino'o (伊野尾 慧), Hikaru Jaotome (八乙女 光), Keito Okamoto (岡本 圭人) a Rjútaró Morimoto (森本 龍太郎), a desetičlenná skupina byla později rozdělena do dvou podskupin s pěti členy založený na věku. Taky bylo oznámeno to, že budou mít svůj CD debut dne 14. listopadu 2007 s názvem Ultra Music Power, které bylo použito jako znělka na japonský Volleyball World Cup Relay 2007.
Dne 22. prosince 2007 Hey! Say! JUMP měli svůj debut koncert Hey! Say! JUMP Debut & First Concert Ikinari! v Tokyo Dóme. Stali se vůbec nejmladší skupinou, která vystupovala v Tokyo Dóme s průměrem věku 15,2 roků.

### 2008: Členové a jejich aktivita ve hraní
Dne 30. dubna 2009 vydali první DVD Hey! Say! JUMP Debut & First Concert Ikinari! v Tokyo Dome. Hey! Say! JUMP vydali dne 21. května 2008 druhý singl Dreams Come True, který taky topoval na Oriconu. V červenci 2008 bylo oznámeno, že vyjde další třetí singl s názvem Your Seed/Bouken Rider, který bude použit jako znělka japonského vydání animovaného Kung Fu Panda. V říjnu 2008, Hey! Say! JUMP vydala čtvrtý singl Majonaka no Shadow Boy, který byl použit jako ending pro drama Scrap Teacher～Kjóši Saisei～, kde hlavní roli hrají čtyři členové Hey! Say! JUMP: Júto Nakadžima, Rjósuke Jamada, Daiki Arioka a Júri Činen.

### 2009–2010: JUMP NO. 1
Hey! Say! JUMP vydali dne 29. dubna 2009 druhé DVD koncert Hey! Say! Jump-ing Tour '08-'09.
Dne 24. února 2010 Hey! Say! JUMP vydali pátý singl Hitomi no Screen, který topoval na hitparádě Oricon a prodalo 202 000 kopií.
Hey! Say! JUMP vydali dne 7. července 2010 své první album s názvem JUMP NO. 1.
Dne 15. prosince 2010 Hey! Say! JUMP vydali nový singl s názvem ｢Arigató｣～Sekai no Doko ni Itemo～. Také topoval v Oriconu a prodalo 64 206 kopií za jeden den.

### 2011: Jan Jan JUMP, suspenze Morimoto Rjútaróa and Šmoulové
Hey! Say! JUMP a ostatní Johnny's juniorové momentálně účinkují v novém varietním představení Jan Jan JUMP. Jan Jan JUMP začalo 16. dubna 2011. Začíná to v 06:30 japonského času každou sobotu. Jan Jan JUMP je zábavné show, kde se kombinuje SPORT, HRY a ŽIVĚ. Název je založen na Jan Jan Utau Studio, které se vysílalo zhruba před dvaceti lety, kde účinkovali pár Johnny's seniorů.
Dne 28. června 2011 vznikly ostré diskuze, kde unikly fotky Morimoto Rjútaróa, v kterých kouřil jako nezletilý. Následujícího dne, jako odezva na skandál, Johnny's Entertainment se omluvilo a plánovalo přerušení všech jeho aktivit na neurčitou dobu.  Následuje odstraňování jeho profilu na oficiálním webu a sám Johnny Kitagawa vydal oznámení na tuto záležitost. Prohlásil, že Morimoto se chce zaměřit na studium a popřel malou pravděpodobnost o brzkém návratu Rjútaróa.
Dne 29. června 2011 Hey! Say! JUMP vydalo další singl OVER. Zase topoval v hitparádě Oricon a hned v první den prodali 113 554 kopií. Díky tomu je OVER nejvíce prodávajícím singlem od vydání Ultra Music Power.
Dne 21. září 2011 Hey! Say! JUMP vydali osmý singl Magic Power. Magic Power bylo zároveň prvním singlem, kde nebyl Morimoto Rjútaró, kvůli skandálu o kouření v nezletilosti a pozdějšímu suspendování. Magic Power bylo použito jako znělka k japonskému vydání 3D filmu Šmoulové.

### 2012: Mezinárodní aktivita: Asijské turné a JUMP WORLD
Dne 2. ledna 2012 bylo oznámeno, že Hey! Say! JUMP budou mít první asijské turné od března do června. Série koncertů se budou konat na pěti místech: Tchaj-wan, Hongkong, Thajsko, Jižní Korea a jejich vlastní země, Japonsko.  Zároveň bylo také oznámeno, že dne 22. února 2012 vyjde devátý singl SUPER DELICATE. Bylo také oznámeno to, že Morimoto Rjútaró se nebude zúčastňovat v aktivitách Hey! Say! JUMP a chce se zaměřit na své studium.
V JUMParty 2 bylo odhaleno to, že Kei Ino'o chodí již čtvrtým rokem na univerzitu, kde se zaměřuje na architekturu a Kóta Jabu bude tento rok chodit na Univerzitu Waseda.
Dne 15. března 2012 bylo oznámeno to, že koncert, který se měl konat v Hongkongu, bude odložen až do května a koncert byl odložen z neznámých důvodů.   Dne 22. května 2012 bylo oznámeno to, že nový muzikál JOHNNY'S WORLD bude režírován a produkován Johnny Kitagawou. Muzikál začne v Imperial Garden Theater během října do prosince. Hey! Say! JUMP budou mít hlavní roli, zatímco dalších sto budou vystupovat – třeba Kis-My-Ft2, Sexy Zone, A.B.C-Z a Johnny's juniorové. Kazuja Kamenaši (亀梨 和也), Hideaki Takizawa (滝沢 秀明) a Kóiči Dómoto (堂本 光一) tu budou hostovat.
Dne 25. dubna 2012, skoro dva roky od té doby, kdy vydali své první album JUMP NO. 1, Hey! Say! JUMP oznámili, že vydají dne 6. června 2012. Album má název JUMP WORLD a bude obsahovat jejich dřívější singly od Arigató (Sekai no Doko ni Ite mo) a dál.
Hey! Say! JUMP nakopli jejich první koncert v Yokohama Arena dne 3. května 2012, který přilákal 15 000 lidí. Fanoušci z 13 odlišných zemí včetně Číny a Spojených států se zúčastnili koncertu.

## Členové

### Hey! Say! 7
- Rjósuke Jamada (山田 涼介)
- Júto Nakadžima (中島 裕翔)
- Júri Činen (知念 侑李)

### Hey! Say! BEST
- Daiki Arioka (有岡 大貴)
- Júja Takaki (高木 雄也)
- Kei Ino'o (伊野尾 慧)
- Hikaru Jaotome (八乙女 光)
- Kóta Jabu (薮 宏太)

## Diskografie
Alba
- 2010: JUMP NO. 1
- 2012: JUMP WORLD

## Aktivita skupiny

### Varietní představení
- Ya Ya Yah (Jabu, Jaotome, Nakadžima, Jamada, Morimoto, Arioka, Ino'o, Takaki, Činen)
- Bakušó Hjappun Terebi Heisei Families (爆笑100分テレビ!平成ファミリーズ) (Jamada, Nakadžima, Morimoto)
- Hi! Hey! Say! (Jabu, Jaotome)
- Džikúkan Sedai Batoru Šówa x Heisei SHOW wa Hey! Say! (時空間☆世代バトル 昭和×平成 SHOWはHey! Say!) (Jamada, Nakadžima, Morimoto)
- School Kakumei! (スクール革命!) (Jamada, Jaotome, Činen)
- Šúmatsu YY JUMPing (週末YY JUMPing) (Jabu, Jaotome)
- Šónen Club (ザ少年倶楽部 Za Šónen Kurabu)
- Jan Jan JUMP

### RADIO
- Pondělí~Pátek--22:00~22:30-Hey! Say! 7 Ultra Power – Hey!Say!7
- Začíná od 4/9~4/13--22:00~22:30 – Hey! Say! 7 Ultra Power – Jamada Rjósuke

### CM
Hey! Say! 7
- Bourbon Jelly Series
- Lotte Fruitio
- Lotte Ghana

Hey! Say! BEST
- Ozack

Hey! Say! JUMP
- Wii Sports

### Koncerty
- Johnny's Jr's Hey Say '07 v Yokohama Arena (24. září 2007)
- Hey! Say! JUMP Debut & First Concert Ikinari! v Tokyo Dome (22. prosince 2007)
- Hey! Say! JUMP Spring Concert 2008 (4. dubna 2008 – 6. května 2008)
- Johnny's Theater "Summary" 2008
- Hey! Say! Jump-ing Tour '08-'09 (20. prosince 2008 – 5. ledna 2009)
- Hey! Say! JUMP Spring Concert 2009 (21. března 2009 – 26. dubna 2009)
- Hey! Say! JUMP Summer Concert 2009 (25. července 2009 – 27. srpna 2009)
- Hey! Say! JUMP Winter Concert 2009–2010 (19. prosince 2009 – 6. ledna 2010)
- Hey! Say! 2010 TEN JUMP (2. dubna 2010 – 16. května 2010)
- Johnny's Theater "Summary" 2010
- Hey! Say! JUMP Winter Concert 2010-2011 (25. prosince 2010 – 16. ledna 2011)
- Hey! Say! JUMP & Yuuki 100％ Concert with NYC (10. dubna 2011 – 29. května 2011)
- Johnny's Theater "Summary" 2011 (7. srpna 2011 – 25. září 2011)
- Hey! Say! JUMP New Year Concert 2012 (2.–7. ledna 2012)
- Hey! Say! JUMP ASIA FIRST TOUR 2012 (24. března 2012 — 24. června 2012)

## Ceny

### Japan Gold Disc Awards
| Rok  | Nominace          | Cena                  | Výsledek |
| ---- | ----------------- | --------------------- | -------- |
| 2008 | Hey! Say! JUMP    | Nejlepších 10 nováčků | vyhráli  |
| 2008 | Ultra Music Power | Nejlepších 10 singlů  | vyhráli  |